# Nils Arvedson
Nils Gustaf Arvedson (i riksdagen kallad Arvedson i Storbrohyttan), född 3 augusti 1876 i Kristinehamns församling, Värmlands län, död 16 maj 1951 i Färnebo församling, Värmlands län, var en svensk industriman.
Arvedson var 1920–1926 VD och från 1926 ordförande i styrelsen för AB Sveabryggerier. 1917–1943 var han VD för Eskilstuna bryggeri AB, disponent för Storbrohyttans AB från 1925, ledamot av centralstyrelsen för Wermlands Enskilda bank 1928–1944 varav som styrelseordförande 1930–1944. Arvedson var vidare landstingsman för högerpartiet 1932–1938 och ledamot av första kammaren 1934–1935.